# بچه سرکه
بچه سرکه (نام علمی: Acetobacter aceti) نام یک گونه از رده آلفاپروتئوباکتریا است.
سرکه از فرایند تخمیر مواد غذایی دارای نشاسته و قند و مواد الکلی توسط باکتری مخمر سرکه (بچه سرکه) تولید می‌شود. معمولاً با اضافه نمودن بچه سرکه به آب سیب یا امثال آن، سرکه تهیه می‌کنند.
بچه سرکه در واقع باکتریی است که با ترشح آنزیم باعث تبدیل الکل به سرکه می‌شود و مادر سرکه به مخلوطی لزج حاوی باکتری و سلولز گفته می‌شود.